# 布列斯特要塞

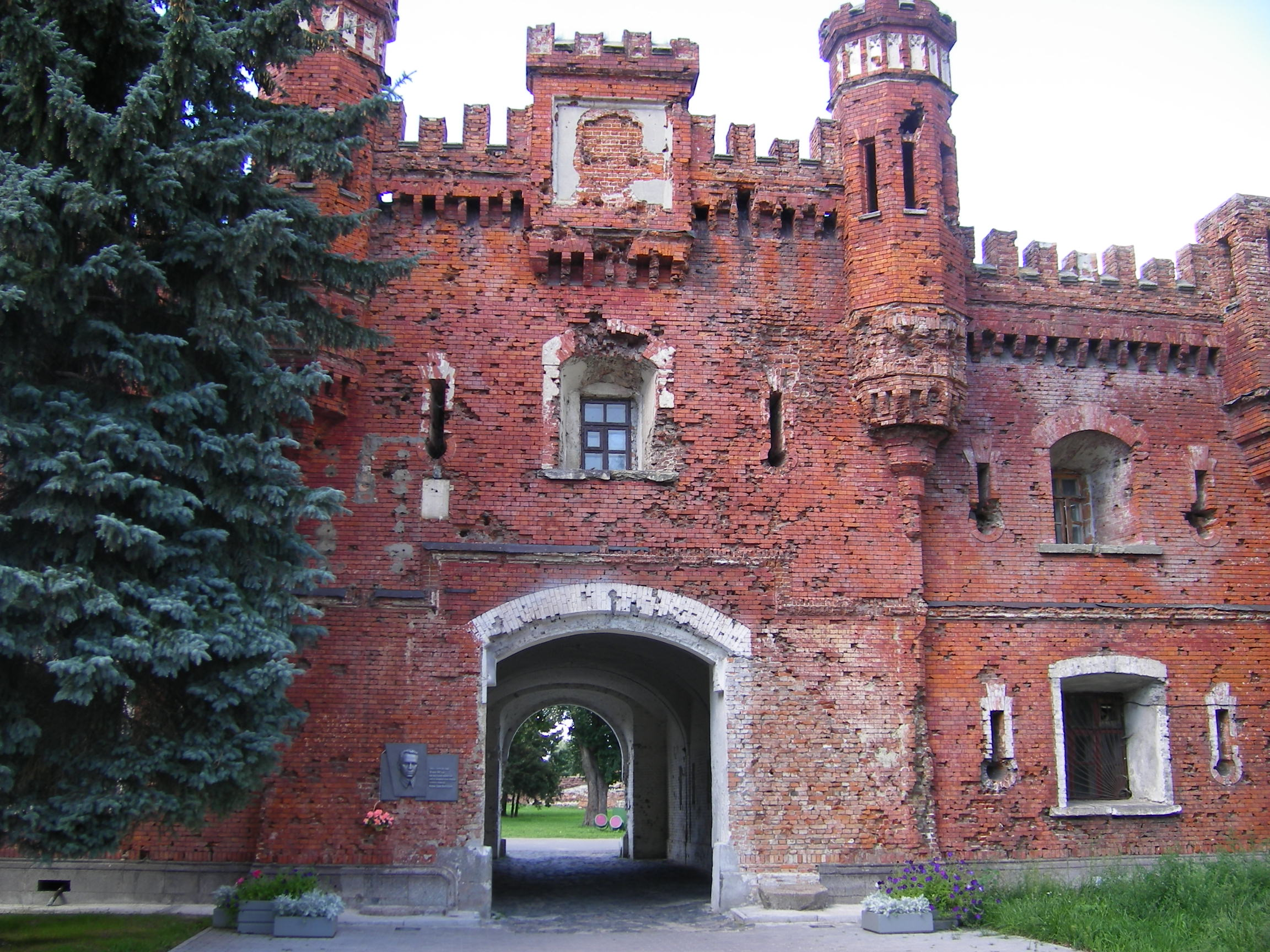
要塞城門

布列斯特要塞是一個位於白俄羅斯的19世紀炮台。1965年，該炮台獲頒英雄要塞的稱號，成為蘇聯境内唯一一座獲得本稱號的要塞。

## 地理

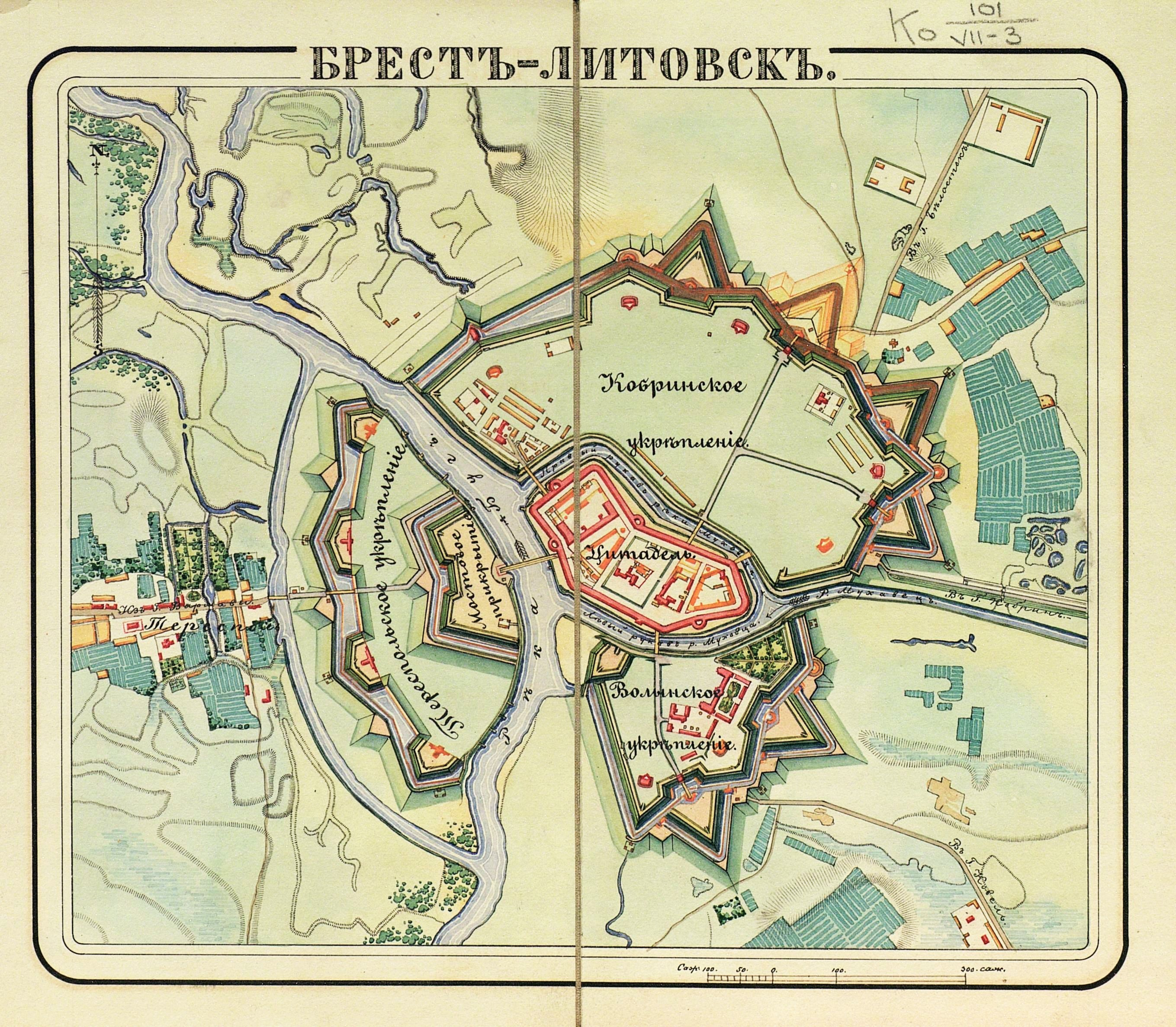
1830年代要塞地圖

1941年要塞地圖

本要塞高135米，位於西布格河與穆哈韋茨河分叉的兩條支流形成的小島上，距離布列斯特中央車站約5公里；華沙約180公里；莫斯科約1000公里。
其建築主體作星形，至今仍保存完好。周邊則是一些軍隊營房和另一些防禦設施。

### 軍營
長1.8公里的營房擁有500個房間，可容納12000名士兵。營房由紅磚建成，以抵擋敵方的軍火。

### 門
建成時本要塞有四座門，但現時只剩下兩座。

### 防禦設施
防禦設施分為3部分，以島周邊的3條河作分界，分别被稱為︰
- 科布林（東北方，現屬白俄羅斯）
- 泰雷斯波爾（西方，現屬波蘭）
- 沃里尼亞（東南方，現屬烏克蘭）

科布林是三組防禦設施中最大的一組。
防禦設施外亦建有一些炮台，由於1945年後白俄羅斯和波蘭以西布格河為界，現時有部分炮台落入波蘭領土中。

## 歷史

### 興建
本要塞於1833至1842年興建。當時布列斯特城因而向東移2公里。

### 戰役

#### 易手
在俄羅斯帝國年間本要塞並沒有遭受太多攻擊。第一次世界大戰以後，本要塞幾度易手，最終為波兰第二共和国的領地。
1939年，根據蘇德互不侵犯條約，蘇聯佔據要塞。

#### 淪陷

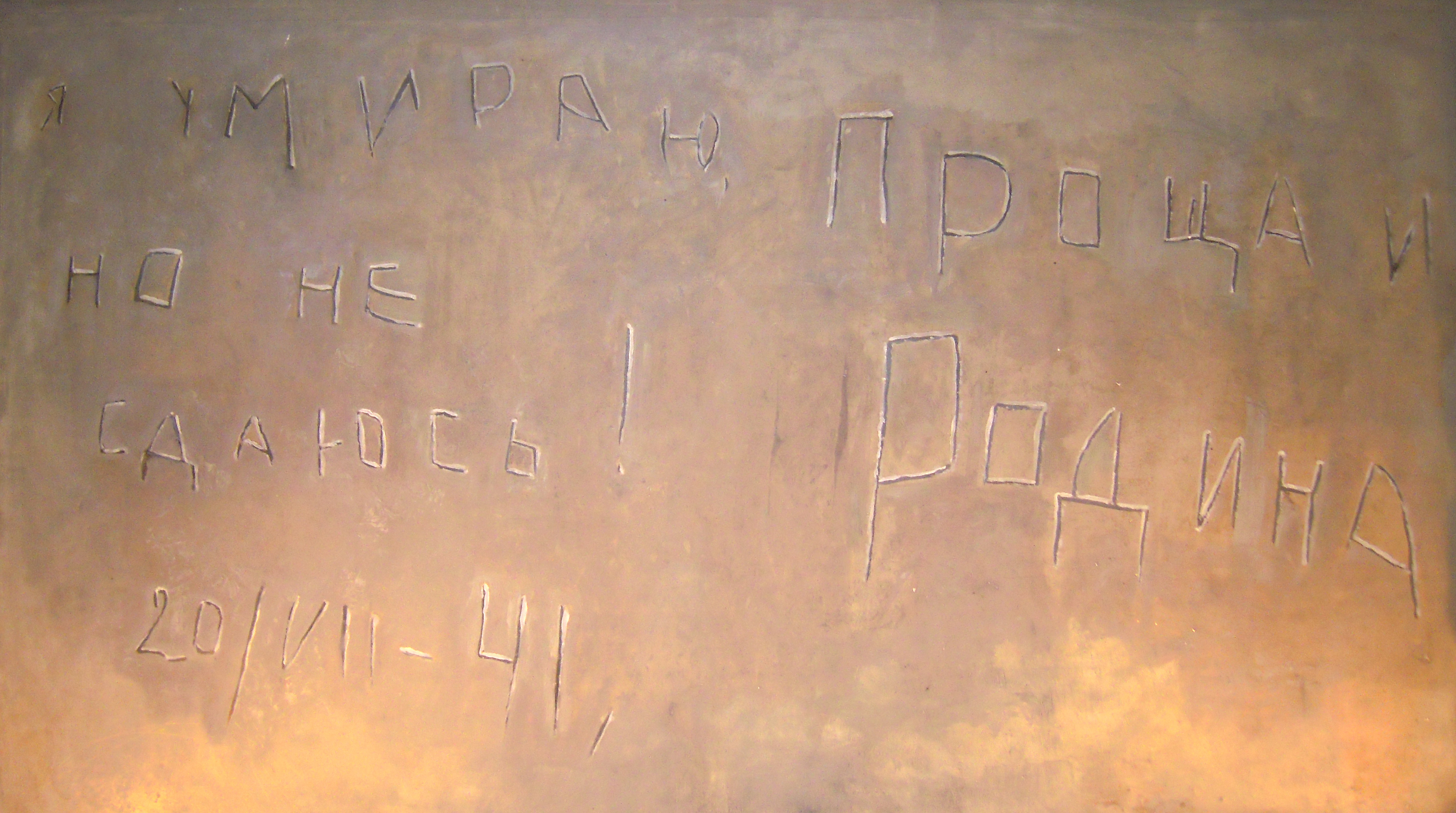
牆上的字寫着：我快要死了，但我仍不放棄。我要與祖國道別了！1941年7月20日

1941年6月22日，上午4時15分，納粹德軍第45步兵師在毫無預警的情況下突襲本要塞。攻導先以炮擊為主導，600毫米卡爾臼炮亦被使用。
由於守軍未有防備且未有時間整固防線，入侵僅五小時後整個要塞已被包圍。1877名士兵於本戰役中身亡。守軍堅持至7月20日才投降。
1941年8月8日，希特勒與墨索里尼一同參觀要塞。期間希特勒撿起一塊石頭，1945年柏林被佔領後此石被發現於其書房中。

#### 解放
本要塞於1944年7月28日被解放，總佔領時間為3年1個月6天。

### 表揚
本要塞於1965年獲頒英雄要塞稱號，以表揚守軍堅毅不屈的精神。

### 景點化
1960年代末，蘇聯政府把要塞建成景點，並重點推動愛國主義。要塞於1971年重新開放。要塞保留了軍營，軍火庫，還有炮台與各種防禦工事。正門則擺放了英雄要塞紀念碑和雕塑。
本要塞於2004年被列入聯合國教科文組織世界文化遺產的候選名單。白俄羅斯政府因此積極保護本要塞。

## 外部連結
- 主炮台 52°04′59″N 23°39′15″E / 52.082961°N 23.654251°E
- 外部炮台
  - 52°02′51″N 23°40′25″E / 52.047516°N 23.673477°E
  - 52°02′46″N 23°37′07″E / 52.046090°N 23.618588°E
  - 52°04′49″N 23°35′45″E / 52.080172°N 23.595747°E
  - 52°03′52″N 23°32′58″E / 52.064457°N 23.549516°E
  - 52°02′36″N 23°33′15″E / 52.043306°N 23.554097°E
  - 52°01′10″N 23°36′14″E / 52.019365°N 23.603868°E